# Großer Preis von China 2015
Der Große Preis von China 2015 (offiziell 2015 Formula 1 Chinese Grand Prix) fand am 12. April auf dem Shanghai International Circuit in Shanghai statt und war das dritte Rennen der Formel-1-Weltmeisterschaft 2015.

## Bericht

### Hintergründe
Nach dem Großen Preis von Malaysia führte Lewis Hamilton in der Fahrerwertung mit drei Punkten vor Sebastian Vettel und mit zehn Punkten vor Nico Rosberg. In der Konstrukteurswertung führte Mercedes mit 24 Punkten vor Ferrari und mit 46 Punkten vor Williams.
Beim Großen Preis von China stellte Pirelli den Fahrern die Reifenmischungen P Zero Medium (weiß) und P Zero Soft (gelb) sowie für Nässe Cinturato Intermediates (grün) und Cinturato Full-Wets (blau) zur Verfügung.
Die DRS-Zonen blieben im Vergleich zum Vorjahr unverändert, der Messpunkt für die erste Zone befand sich 35 Meter vor Kurve 16, die Zone selbst befand sich auf der Start-Ziel-Geraden und begann 98 Meter nach der letzten Kurve. Der Messpunkt für die zweite DRS-Zone befand sich in Kurve 12, aktiviert werden durfte das DRS dann 752 Meter vor Kurve 14.
Es wurden im Vergleich zum Vorjahr nur kleine Änderungen an der Strecke vorgenommen, das Kiesbett in der Auslaufzone der Einfahrt zur Boxengasse wurde durch eine asphaltierte Auslaufzone ersetzt, außerdem wurde ein Fangzaun an dieser Stelle installiert, um die Sicherheit für die Marshals zu erhöhen. Die orangefarbenen Banden wurden aufgrund von Verwechslungsgefahr mit Flaggensignalen umgestrichen.
Nachdem beide Red-Bull-Piloten beim Rennen in Malaysia Bremsprobleme hatten, wechselte das Team vor dem Großen Preis von China den Lieferanten der Bremsen. Red Bull ging nun, wie bereits 2014, mit Bremsscheiben von Brembo an den Start.
Die FIA untersagte Ferrari vor dem Grand Prix die Nutzung eines Einspritzsystems, das im Qualifying durch eine kurzfristig erhöhte Benzindurchflussmenge eine Mehrleistung von etwa 15 kW (~20 PS) brachte.
Marcus Ericsson, Pastor Maldonado (jeweils fünf), Sergio Pérez (vier), Romain Grosjean und Nico Hülkenberg (jeweils zwei) gingen mit Strafpunkten ins Rennwochenende.

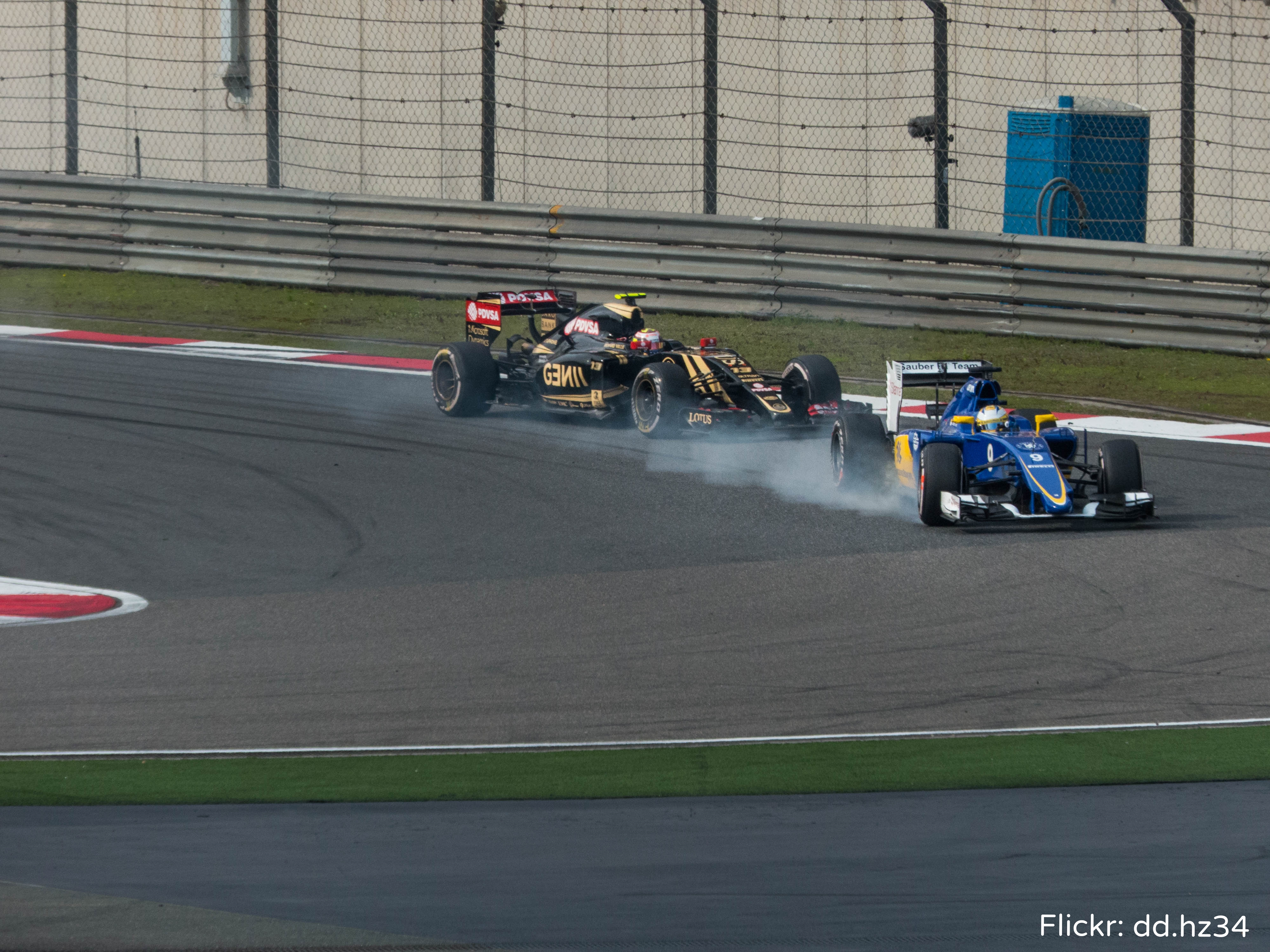
Marcus Ericsson und Pastor Maldonado im Zweikampf

Mit Hamilton (dreimal), Fernando Alonso (zweimal), Kimi Räikkönen, Vettel, Jenson Button und Rosberg (jeweils einmal) traten sechs ehemalige Sieger zu diesem Grand Prix an.
Als Rennkommissare fungierten Mark Blundell (GBR), Gerd Ennser (DEU), Wang Feng (CHN) und Radovan Novak (CZE).

### Training

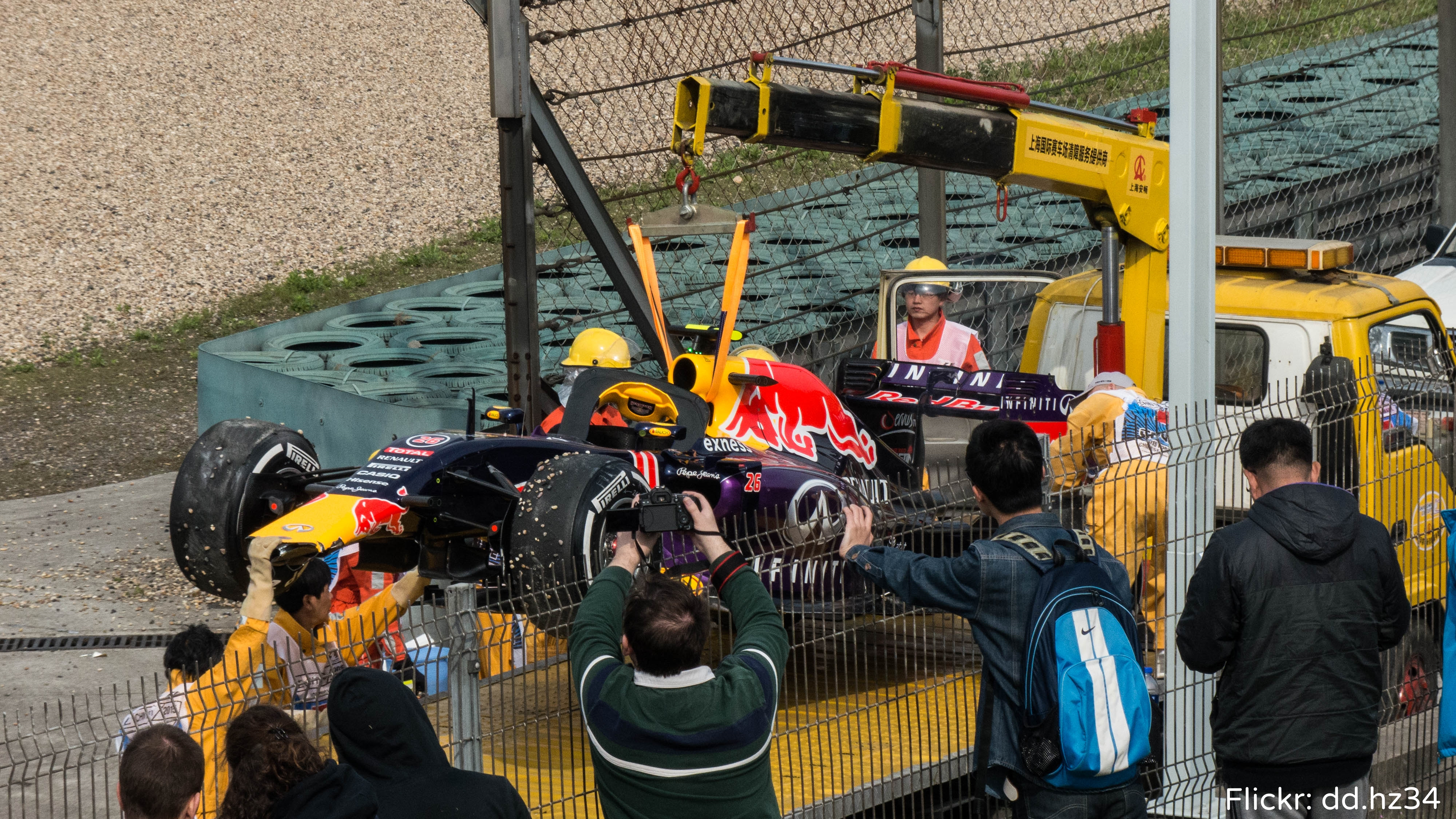
Der Red Bull von Daniil Kwjat wird nach seinem Unfall im zweiten freien Training geborgen

Im ersten freien Training fuhr Hamilton in 1:39,033 Minuten die Bestzeit vor Rosberg und Vettel. Roberto Merhi verpasste die 107-Prozent-Zeit.
Im zweiten freien Training fuhr Hamilton in 1:37,219 Minuten erneut die Bestzeit, gefolgt von Räikkönen und Daniel Ricciardo. Will Stevens verpasste in diesem Training die 107-Prozent-Zeit. Das Training musste nach einem Unfall von Felipe Massa unterbrochen werden. Daniil Kwjat kam nach einem Bremsdefekt von der Strecke ab und schlug in die Streckenbegrenzung ein. Eine weitere Unterbrechung gab es, als ein Zuschauer von der Haupttribüne aus zunächst die Strecke überquerte, dann über die Boxenmauer sprang und in die Ferrari-Box lief.
Im dritten freien Training fuhr erneut Hamilton die Bestzeit in 1:37,615 Minuten vor Rosberg und Vettel. Alonso musste seinen Wagen bereits nach zwei Minuten mit einem technischen Defekt abstellen, Merhi scheiterte erneut an der 107-Prozent-Hürde.

### Qualifying
Das Qualifying bestand aus drei Teilen mit einer Nettolaufzeit von 45 Minuten. Im ersten Qualifying-Segment (Q1) hatten die Fahrer 18 Minuten Zeit, um sich für das Rennen zu qualifizieren. Alle Fahrer, die im ersten Abschnitt eine Zeit erzielten, die maximal 107 Prozent der schnellsten Rundenzeit betrug, qualifizierten sich für den Grand Prix. Die besten 15 Fahrer erreichten den nächsten Teil. Vettel war am schnellsten. Die Manor- und McLaren-Piloten sowie Hülkenberg schieden aus.
Der zweite Abschnitt (Q2) dauerte 15 Minuten. Die schnellsten zehn Piloten qualifizierten sich für den dritten Teil des Qualifyings. Hamilton war Schnellster. Pérez, die Toro Rosso-Piloten, Kwjat und Maldonado schafften es nicht in den letzten Teil des Zeitentrainings.
Der finale Abschnitt ging über eine Zeit von zwölf Minuten, in denen die ersten zehn Startpositionen vergeben wurden. Hamilton fuhr die Bestzeit vor Rosberg und Vettel.

### Rennen
Bis auf Kwjat und Carlos Sainz jr. starteten alle Fahrer auf der weicheren Reifenmischung. Beim Start blieb Hamilton in Führung vor Rosberg und Vettel. Ricciardo startete schlecht und fiel ans Ende des Feldes zurück. Räikkönen überholte im Verlauf der ersten Runde beide Williams-Fahrer und lag auf Platz vier. In der zweiten Runde drehte sich Sainz jr. in Kurve eins, er konnte das Rennen fortsetzen, fiel aber auf den letzten Platz zurück.
Im vorderen Teil des Feldes gab es keine Positionskämpfe, Hamilton lag rund eine Sekunde vor Rosberg. Vettel lag rund drei Sekunden zurück, knapp zwei Sekunden vor Räikkönen, die beiden Williams lagen weitere drei Sekunden dahinter. In der zehnten Runde musste Hülkenberg sein Fahrzeug mit einem Getriebedefekt abstellen.
In Runde elf begann die erste Phase der Boxenstopps, Felipe Nasr war der erste Pilot, der zum Reifenwechsel an die Box kam. Aus der Spitzengruppe fuhr Vettel in Runde 13 in die Box, er blieb auf der weicheren Reifenmischung. Hamilton in Runde 14 und Rosberg sowie Räikkönen eine Runde später wechselten ebenfalls erneut auf die weichere Mischung, die Positionen blieben bei den Boxenstopps unverändert. Die Williams-Piloten fuhren eine andere Strategie und wechselten auf die härtere der beiden Reifenmischungen.
In Runde 16 musste Kwjat seinen Wagen mit einem Motorschaden abstellen. An der Spitze rückte das Feld näher zusammen, Rosberg beklagte sich per Funk mehrfach darüber, dass Hamilton zu langsam fahre und er Abstand halten müsse, damit seine Reifen im Windschatten nicht zu stark abbauen. Sainz jr. meldete zu diesem Zeitpunkt ein Getriebeproblem und rollte aus, konnte jedoch kurz darauf die Fahrt in normalem Renntempo fortsetzen. Ricciardo kämpfte mehrere Runden lang mit Nasr, es gab mehrere Überholmanöver zwischen den beiden Piloten.
In Runde 30 kam Vettel erneut an die Box und wechselte nun auf die härtere Reifenmischung. Hamilton fuhr die bis dahin schnellste Rennrunde und konnte sich von Rosberg absetzen, der in Runde 31 an die Box kam. Hamilton fuhr zwei weitere schnelle Runden und wechselte in Runde 33 auf die härtere Reifenmischung, Räikkönen übernahm damit die Führung. Maldonado verbremste sich bei der Boxeneinfahrt und musste zurücksetzen, um in die Boxengasse einbiegen zu können. In Runde 35 kam auch Räikkönen an die Box und fiel wieder auf Platz vier zurück. Kurz darauf kamen auch Massa und Valtteri Bottas an die Box und wechselten auf die weichere Reifenmischung, der Rückstand auf Räikkönen betrug jedoch rund 30 Sekunden.
Maldonado drehte sich in Runde 41 und konnte weiterfahren, Button ging jedoch an ihm vorbei. In der Folge gab es mehrere Überholmanöver zwischen Button und Maldonado, so dass Alonso auf beide aufschließen konnte. In Runde 48 kollidierten Button und Maldonado am Ende der Start-Ziel-Geraden, Alonso konnte vorbeigehen. Buttons Frontflügel wurde dabei beschädigt, er konnte das Rennen aber fortsetzen. Auch Maldonado konnte zunächst weiterfahren, musste das Rennen zwei Runden später aber mit Bremsproblemen an der Hinterachse aufgeben. Für das Verursachen dieser Kollision wurde Button nachträglich mit einer Fünf-Sekunden-Strafe belegt, zudem erhielt er zwei Strafpunkte.

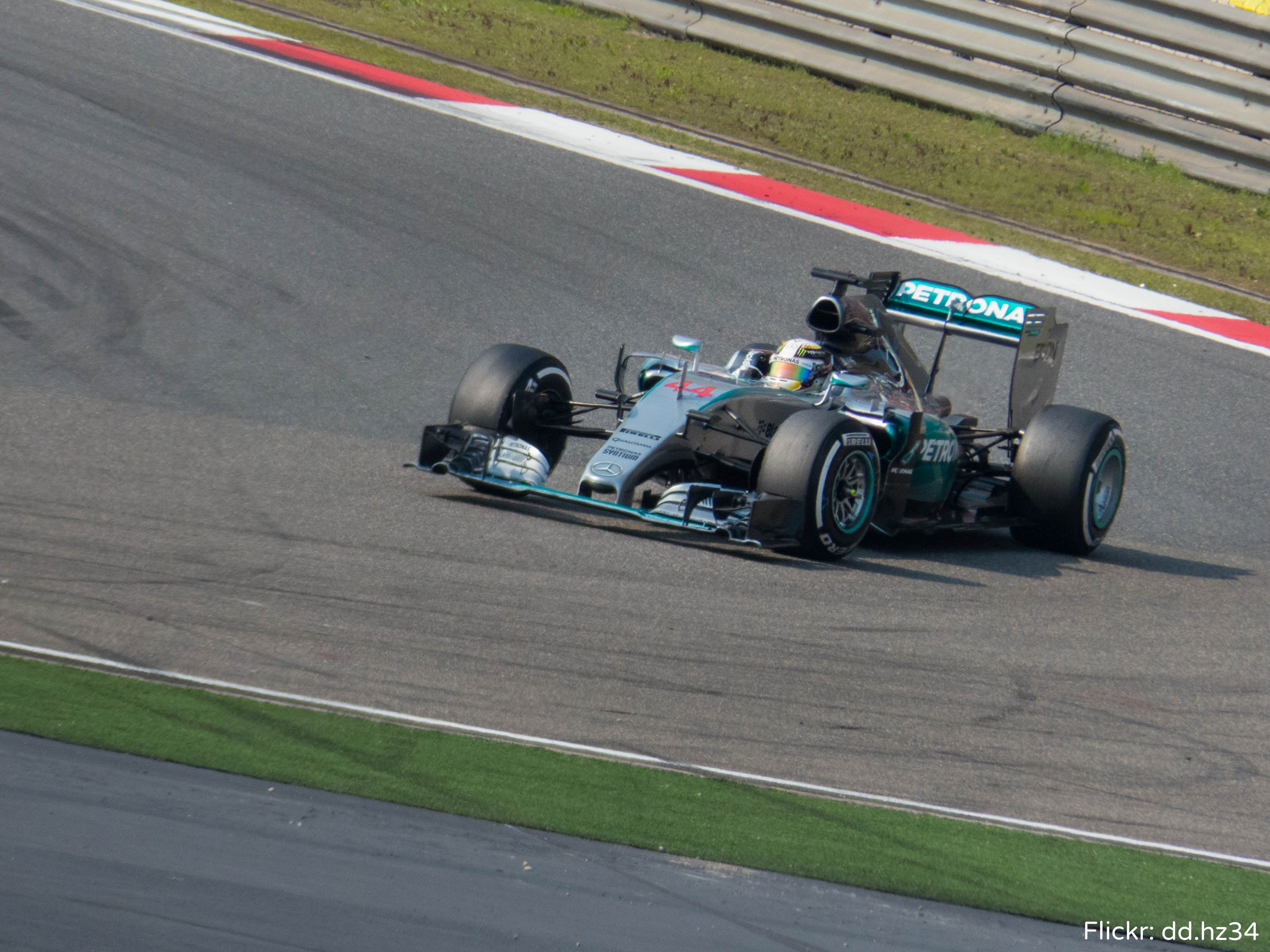
Lewis Hamilton kurz vor Ende des Rennens

An der Spitze blieben die Positionen unverändert, Räikkönen konnte mit seinen frischeren Reifen den Rückstand auf Vettel verkürzen und lag nun noch 1,5 Sekunden hinter seinem Teamkollegen. Max Verstappen musste sein Fahrzeug in der 54. von 56 Runden mit einem technischen Defekt mitten auf der Start-Ziel-Geraden abstellen. Zur Bergung wurde das Safety-Car auf die Strecke geschickt. Da die Marshals den Wagen aufgrund einer blockierenden Hinterachse und einer zu engen Öffnung in der Boxenmauer erst im Laufe der letzten Runde bergen konnten, galt bis zum Ziel Überholverbot. Gegen Merhi wurde nach dem Rennen ebenfalls nachträglich eine Fünf-Sekunden-Zeitstrafe verhängt, da er hinter dem Safety Car zu langsam gefahren war. Außerdem erhielt auch er zwei Strafpunkte.
Hamilton gewann das Rennen vor Rosberg und Vettel. Damit standen im dritten Rennen zum dritten Mal die gleichen Fahrer auf dem Podium. Da Hamilton auch die schnellste Rennrunde fuhr, gelang ihm somit ein Hattrick. Es war sein 35. Sieg in der Formel-1-Weltmeisterschaft. Räikkönen, Massa, Bottas, Grosjean, Nasr, Ricciardo und Ericsson komplettierten die Top 10. Grosjean konnte mit dem siebten Rang die ersten Punkte für Lotus in dieser Saison erzielen.
Hamilton baute damit seine Führung in der Fahrerwertung vor Vettel und Rosberg aus. In der Konstrukteurswertung blieb Mercedes vor Ferrari und Williams.

## Meldeliste
| Team                          | Nr. | Fahrer           | Chassis                | Motor                       | Reifen |
| ----------------------------- | --- | ---------------- | ---------------------- | --------------------------- | ------ |
| Mercedes AMG Petronas F1 Team | 44  | Lewis Hamilton   | Mercedes F1 W06 Hybrid | Mercedes-Benz PU106B Hybrid | P      |
| Mercedes AMG Petronas F1 Team | 06  | Nico Rosberg     | Mercedes F1 W06 Hybrid | Mercedes-Benz PU106B Hybrid | P      |
| Infiniti Red Bull Racing      | 03  | Daniel Ricciardo | Red Bull RB11          | Renault Energy F1 2015      | P      |
| Infiniti Red Bull Racing      | 26  | Daniil Kwjat     | Red Bull RB11          | Renault Energy F1 2015      | P      |
| Williams Martini Racing       | 19  | Felipe Massa     | Williams FW37          | Mercedes-Benz PU106B Hybrid | P      |
| Williams Martini Racing       | 77  | Valtteri Bottas  | Williams FW37          | Mercedes-Benz PU106B Hybrid | P      |
| Scuderia Ferrari              | 05  | Sebastian Vettel | Ferrari SF15-T         | Ferrari 059/4               | P      |
| Scuderia Ferrari              | 07  | Kimi Räikkönen   | Ferrari SF15-T         | Ferrari 059/4               | P      |
| McLaren Honda                 | 14  | Fernando Alonso  | McLaren MP4-30         | Honda RA615H                | P      |
| McLaren Honda                 | 22  | Jenson Button    | McLaren MP4-30         | Honda RA615H                | P      |
| Sahara Force India F1 Team    | 27  | Nico Hülkenberg  | Force India VJM08      | Mercedes-Benz PU106B Hybrid | P      |
| Sahara Force India F1 Team    | 11  | Sergio Pérez     | Force India VJM08      | Mercedes-Benz PU106B Hybrid | P      |
| Scuderia Toro Rosso           | 33  | Max Verstappen   | Toro Rosso STR10       | Renault Energy F1 2015      | P      |
| Scuderia Toro Rosso           | 55  | Carlos Sainz jr. | Toro Rosso STR10       | Renault Energy F1 2015      | P      |
| Lotus F1 Team                 | 08  | Romain Grosjean  | Lotus E23 Hybrid       | Mercedes-Benz PU106B Hybrid | P      |
| Lotus F1 Team                 | 30  | Jolyon Palmer    | Lotus E23 Hybrid       | Mercedes-Benz PU106B Hybrid | P      |
| Lotus F1 Team                 | 13  | Pastor Maldonado | Lotus E23 Hybrid       | Mercedes-Benz PU106B Hybrid | P      |
| Manor Marussia F1 Team        | 28  | Will Stevens     | Marussia MR03          | Ferrari 059/3               | P      |
| Manor Marussia F1 Team        | 98  | Roberto Merhi    | Marussia MR03          | Ferrari 059/3               | P      |
| Sauber F1 Team                | 09  | Marcus Ericsson  | Sauber C34             | Ferrari 059/4               | P      |
| Sauber F1 Team                | 12  | Felipe Nasr      | Sauber C34             | Ferrari 059/4               | P      |

Anmerkungen
1. 1 2  Der Lotus mit der Startnummer 30 wurde im ersten freien Training für Palmer eingesetzt. Grosjean übernahm das Fahrzeug anschließend für das restliche Rennwochenende mit seiner Startnummer 8.

## Klassifikationen

### Qualifying
| Pos.                                                                      | Fahrer           | Konstrukteur         | Q1       | Q2       | Q3       | Start |
| ------------------------------------------------------------------------- | ---------------- | -------------------- | -------- | -------- | -------- | ----- |
| 01                                                                        | Lewis Hamilton   | Mercedes             | 1:38,285 | 1:36,423 | 1:35,782 | 01    |
| 02                                                                        | Nico Rosberg     | Mercedes             | 1:38,496 | 1:36,747 | 1:35,824 | 02    |
| 03                                                                        | Sebastian Vettel | Ferrari              | 1:37,502 | 1:36,957 | 1:36,687 | 03    |
| 04                                                                        | Felipe Massa     | Williams-Mercedes    | 1:38,433 | 1:37,357 | 1:36,954 | 04    |
| 05                                                                        | Valtteri Bottas  | Williams-Mercedes    | 1:38,014 | 1:37,763 | 1:37,143 | 05    |
| 06                                                                        | Kimi Räikkönen   | Ferrari              | 1:37,790 | 1:37,109 | 1:37,232 | 06    |
| 07                                                                        | Daniel Ricciardo | Red Bull-Renault     | 1:38,534 | 1:37,939 | 1:37,540 | 07    |
| 08                                                                        | Romain Grosjean  | Lotus-Mercedes       | 1:38,209 | 1:38,063 | 1:37,905 | 08    |
| 09                                                                        | Felipe Nasr      | Sauber-Ferrari       | 1:38,521 | 1:38,017 | 1:38,067 | 09    |
| 10                                                                        | Marcus Ericsson  | Sauber-Ferrari       | 1:38,941 | 1:38,127 | 1:38,158 | 10    |
| 11                                                                        | Pastor Maldonado | Lotus-Mercedes       | 1:38,563 | 1:38,134 | –        | 11    |
| 12                                                                        | Daniil Kwjat     | Red Bull-Renault     | 1:39,051 | 1:38,209 | –        | 12    |
| 13                                                                        | Max Verstappen   | Toro Rosso-Renault   | 1:38,387 | 1:38,393 | –        | 13    |
| 14                                                                        | Carlos Sainz jr. | Toro Rosso-Renault   | 1:38,622 | 1:38,538 | –        | 14    |
| 15                                                                        | Sergio Pérez     | Force India-Mercedes | 1:38,903 | 1:39,290 | –        | 15    |
| 16                                                                        | Nico Hülkenberg  | Force India-Mercedes | 1:39,216 | –        | –        | 16    |
| 17                                                                        | Jenson Button    | McLaren-Honda        | 1:39,276 | –        | –        | 17    |
| 18                                                                        | Fernando Alonso  | McLaren-Honda        | 1:39,280 | –        | –        | 18    |
| 19                                                                        | Will Stevens     | Marussia-Ferrari     | 1:42,091 | –        | –        | 19    |
| 20                                                                        | Roberto Merhi    | Marussia-Ferrari     | 1:42,842 | –        | –        | 20    |
| 107-Prozent-Zeit: 1:44,327 min (bezogen auf Q1-Bestzeit von 1:37,502 min) |                  |                      |          |          |          |       |

### Rennen
| Pos. | Fahrer           | Konstrukteur         | Runden | Zeit        | Start | Schnellste Runde |
| ---- | ---------------- | -------------------- | ------ | ----------- | ----- | ---------------- |
| 01   | Lewis Hamilton   | Mercedes             | 56     | 1:39:42,008 | 01    | 1:42,208 (31.)   |
| 02   | Nico Rosberg     | Mercedes             | 56     | + 0,714     | 02    | 1:42,565 (39.)   |
| 03   | Sebastian Vettel | Ferrari              | 56     | + 2,988     | 03    | 1:43,018 (15.)   |
| 04   | Kimi Räikkönen   | Ferrari              | 56     | + 3,835     | 06    | 1:43,026 (48.)   |
| 05   | Felipe Massa     | Williams-Mercedes    | 56     | + 8,544     | 04    | 1:42,734 (37.)   |
| 06   | Valtteri Bottas  | Williams-Mercedes    | 56     | + 9,885     | 05    | 1:43,051 (37.)   |
| 07   | Romain Grosjean  | Lotus-Mercedes       | 56     | + 19,008    | 08    | 1:43,134 (34.)   |
| 08   | Felipe Nasr      | Sauber-Ferrari       | 56     | + 22,625    | 09    | 1:43,692 (46.)   |
| 09   | Daniel Ricciardo | Red Bull-Renault     | 56     | + 32,117    | 07    | 1:43,245 (46.)   |
| 10   | Marcus Ericsson  | Sauber-Ferrari       | 55     | + 1 Runde   | 10    | 1:44,204 (32.)   |
| 11   | Sergio Pérez     | Force India-Mercedes | 55     | + 1 Runde   | 15    | 1:43,512 (44.)   |
| 12   | Fernando Alonso  | McLaren-Honda        | 55     | + 1 Runde   | 18    | 1:43,728 (40.)   |
| 13   | Carlos Sainz jr. | Toro Rosso-Renault   | 55     | + 1 Runde   | 14    | 1:42,652 (41.)   |
| 14   | Jenson Button    | McLaren-Honda        | 55     | + 1 Runde   | 17    | 1:44,991 (21.)   |
| 15   | Will Stevens     | Marussia-Ferrari     | 54     | + 2 Runden  | 19    | 1:45,414 (40.)   |
| 16   | Roberto Merhi    | Marussia-Ferrari     | 54     | + 2 Runden  | 20    | 1:45,963 (43.)   |
| 17   | Max Verstappen   | Toro Rosso-Renault   | 52     | DNF         | 13    | 1:43,880 (46.)   |
| –    | Pastor Maldonado | Lotus-Mercedes       | 49     | DNF         | 11    | 1:43,686 (37.)   |
| –    | Daniil Kwjat     | Red Bull-Renault     | 15     | DNF         | 12    | 1:46,291 (13.)   |
| –    | Nico Hülkenberg  | Force India-Mercedes | 9      | DNF         | 16    | 1:45,844 (06.)   |

## WM-Stände nach dem Rennen
Die ersten zehn des Rennens bekamen 25, 18, 15, 12, 10, 8, 6, 4, 2 bzw. 1 Punkt(e).

### Fahrerwertung
| Pos. | Fahrer           | Konstrukteur         | Punkte |
| ---- | ---------------- | -------------------- | ------ |
| 01   | Lewis Hamilton   | Mercedes             | 68     |
| 02   | Sebastian Vettel | Ferrari              | 55     |
| 03   | Nico Rosberg     | Mercedes             | 51     |
| 04   | Felipe Massa     | Williams-Mercedes    | 30     |
| 05   | Kimi Räikkönen   | Ferrari              | 24     |
| 06   | Valtteri Bottas  | Williams-Mercedes    | 18     |
| 07   | Felipe Nasr      | Sauber-Ferrari       | 14     |
| 08   | Daniel Ricciardo | Red Bull-Renault     | 11     |
| 09   | Romain Grosjean  | Lotus-Mercedes       | 6      |
| 10   | Nico Hülkenberg  | Force India-Mercedes | 6      |
| 11   | Max Verstappen   | Toro Rosso-Renault   | 6      |

| Pos. | Fahrer           | Konstrukteur         | Punkte |
| ---- | ---------------- | -------------------- | ------ |
| 12   | Carlos Sainz jr. | Toro Rosso-Renault   | 6      |
| 13   | Marcus Ericsson  | Sauber-Ferrari       | 5      |
| 14   | Daniil Kwjat     | Red Bull-Renault     | 2      |
| 15   | Sergio Pérez     | Force India-Mercedes | 1      |
| 16   | Jenson Button    | McLaren-Honda        | 0      |
| 17   | Fernando Alonso  | McLaren-Honda        | 0      |
| 18   | Roberto Merhi    | Marussia-Ferrari     | 0      |
| 19   | Will Stevens     | Marussia-Ferrari     | 0      |
| –    | Pastor Maldonado | Lotus-Mercedes       | 0      |
| –    | Kevin Magnussen  | McLaren-Honda        | 0      |

### Konstrukteurswertung
| Pos. | Konstrukteur      | Punkte |
| ---- | ----------------- | ------ |
| 1    | Mercedes          | 119    |
| 2    | Ferrari           | 79     |
| 3    | Williams-Mercedes | 48     |
| 4    | Sauber-Ferrari    | 19     |
| 5    | Red Bull-Renault  | 13     |

| Pos. | Konstrukteur         | Punkte |
| ---- | -------------------- | ------ |
| 06   | Toro Rosso-Renault   | 12     |
| 07   | Force India-Mercedes | 7      |
| 08   | Lotus-Mercedes       | 6      |
| 09   | McLaren-Honda        | 0      |
| 10   | Marussia-Ferrari     | 0      |